# Eleccions generals espanyoles de 1813
Durant l'any 1813, i segons el mandat de la nova constitució, es realitzaren eleccions a totes les províncies per a unes noves Corts, que havien de substituir les reunides a Cadis. Seguint l'establert a la mencionada Constitució s'elegiren 149 diputats dels quals 69 signaren el "manifiesto de los persas", reclamant del Rei la dissolució de les Corts, la suspensió de la Constitució i el retorn a l'absolutisme. En conseqüència el Rei dissolgué aquestes Corts, per decret signat a València el 14 de maig de 1814, sense haver arribat a jurar la Constitució, tal com preceptivament havien establert les mateixes Corts, dos mesos abans.

## Composició de la Cambra
| ← Eleccions generals espanyoles, de 1810 → |        |       |
| Partit                                     | Escons | Líder |
| Absolutistes (perses)                      | 69     |       |
| Independents i liberals                    | 80     |       |